# Mats Wahl
Mats Wahl ( Malmö, Götaland, 10 de mayo de 1945-14 de agosto de 2025) fue un novelista sueco que a lo largo de su carrera ha publicado más de cuarenta trabajos literarios, de los cuales, algunos han sido adaptados a la gran pantalla y como series de televisión.

## Biografía
Wahl nació y creció en Malmö y en Estocolmo, donde vive actualmente. Estudió pedagogía, historia de la literatura y antropología social en la universidad de Estocolmo. En 1965 comenzó  a formase como maestro, y sus experiencias en el tratamiento de niños con problemas quedaron reflejados en sus novelas y artículos educativos. A partir de los años 80 dio el salto a la literatura, con obras dirigidas hacia el público infantil y juvenil y adultos. Además de novelas históricas y juveniles, ha publicado obras educativas, guiones y piezas de teatro. Entre sus obras más conocidas se pueden mencionar El invisible, una novela negra adaptada al cine y La bahía de invierno.

## Reconocimiento
A lo largo de su carrera ha obtenido reconocimiento por parte de los lectores; en los países de habla inglesa es uno de los más autores escandinavos más conocidos de literatura juvenil. Ha recibido varios premios literarios, como la placa Nils Holgersson (1989), el Premio Internacional de Literatura Janusz Korczak (1994), y, en 1996, el Premio Alemán de Literatura Juvenil y el Premio Augusto. También obtuvo el Premio de la Paz Gustav Heinemann para Libros Infantiles y Juveniles y ha sido dos veces ganador del premio JuBu al Libro del Mes (junio de 2004 y enero de 2005).